# Jugorje pri Metliki
Jugorje pri Metliki este o localitate din comuna Metlika, Slovenia, cu o populație de 39 de locuitori.